# 사인 법칙
기하학에서 사인 법칙(-法則, 영어: law of sines) 혹은 라미의 정리는 삼각형의 변의 길이와 각의 사인 사이의 관계를 나타내는 정리이다. 이에 따라 삼각형의 두 각의 크기와 한 변의 길이를 알 때 남은 두 변의 길이를 구할 수 있다.

## 정의
삼각형 {\displaystyle ABC}의 각 {\displaystyle A,B,C}을 마주보는 변을 {\displaystyle a,b,c}라고 하자. 사인 법칙에 따르면 다음이 성립한다.:20, 52
{\displaystyle {\frac {a}{\sin A}}={\frac {b}{\sin B}}={\frac {c}{\sin C}}=2R}
여기서 {\displaystyle R}은 삼각형 {\displaystyle ABC}의 외접원의 반지름이다.

## 증명

### 삼각형의 넓이를 통한 증명

사인 법칙의 증명

삼각형 {\displaystyle ABC}의 변 {\displaystyle c} 위의 높이를 {\displaystyle h}라고 하자.:20 삼각법에 따라 {\displaystyle h=b\sin A}이므로, 삼각형 {\displaystyle ABC}의 넓이 {\displaystyle K}는 다음과 같다.
{\displaystyle K={\frac {1}{2}}ch={\frac {1}{2}}bc\sin A}
자모를 치환하면 다음과 같은 등식을 얻는다.
{\displaystyle 2K=bc\sin A=ac\sin B=ab\sin C}
양변에 {\displaystyle abc}를 나누면 사인 법칙을 얻는다.
{\displaystyle {\frac {\sin A}{a}}={\frac {\sin B}{b}}={\frac {\sin C}{c}}}

### 외접원을 통한 증명
삼각형 {\displaystyle ABC}의 외접원을 그리자.:52 {\displaystyle A}를 지나는 지름을 {\displaystyle AD}라고 하자. 따라서 {\displaystyle ABD}는 직각 삼각형이며, 빗변은 {\displaystyle AD=2R}이다. 삼각법에 따라 다음이 성립한다.
{\displaystyle c=2R\sin D}
만약 {\displaystyle C}가 예각일 경우, {\displaystyle C}와 {\displaystyle D}는 같은 호의 원주각이므로 {\displaystyle \angle C=\angle D}이다. 따라서 다음이 성립한다.
{\displaystyle c=2R\sin C}
만약 {\displaystyle C}가 직각일 경우, {\displaystyle B}와 {\displaystyle D}는 같은 점이므로, {\displaystyle 2R=c}이며 {\displaystyle \sin C=1}이다. 따라서 역시 위와 같은 식이 성립한다. 만약 {\displaystyle C}가 둔각일 경우, {\displaystyle C}와 {\displaystyle D}는 내접 사각형의 두 마주보는 각이므로, {\displaystyle \angle C=\pi -\angle D}이다. 따라서 역시 위와 같은 식이 성립한다. 남은 두 각 {\displaystyle A,B}에 대한 식 역시 마찬가지로 증명할 수 있다.

### 코사인 법칙을 통한 증명
코사인 법칙에 따라 다음이 성립한다.:180
{\displaystyle {\begin{aligned}{\frac {\sin ^{2}A}{a^{2}}}&={\frac {1-\cos ^{2}A}{a^{2}}}\\&={\frac {4b^{2}c^{2}-4b^{2}c^{2}\cos ^{2}A}{4a^{2}b^{2}c^{2}}}\\&={\frac {4b^{2}c^{2}-(b^{2}+c^{2}-4bc)^{2}}{4a^{2}b^{2}c^{2}}}\\&={\frac {(a+b+c)(a+b-c)(a-b+c)(b+c-a)}{4a^{2}b^{2}c^{2}}}\end{aligned}}}
결과가 {\displaystyle a,b,c}에 대하여 대칭적이므로, 변의 선택에 의존하지 않는다. 또한, 세 변과 세 각의 사인은 모두 양수이므로, 사인 법칙이 성립한다.

## 구면 사인 법칙
단위 구면 위의 구면 삼각형 {\displaystyle ABC}의 각 {\displaystyle A,B,C}가 마주보는 변을 {\displaystyle a,b,c}라고 하자. 구면 사인 법칙(球面-法則, 영어: spherical law of sines)에 따르면 다음이 성립한다.
{\displaystyle {\frac {\sin a}{\sin A}}={\frac {\sin b}{\sin B}}={\frac {\sin c}{\sin C}}}

## 구면 사인 법칙의 증명

### 순수 기하 증명
구의 중심을 {\displaystyle O}라고 하자. {\displaystyle OA}에서 아무 점 {\displaystyle P}를 취하자. {\displaystyle P}를 지나는 평면 {\displaystyle BOC}의 수선을 {\displaystyle PD}라고 하자. {\displaystyle D}를 지나는 직선 {\displaystyle OB,OC}의 수선을 각각 {\displaystyle DE,DF}라고 하자. 삼수선 정리에 따라 {\displaystyle PE,PF}는 각각 {\displaystyle OB,OC}와 수직이다. 삼각법에 따라 다음이 성립한다.
{\displaystyle PD=PE\sin B=OP\sin c\sin B}
{\displaystyle PD=PF\sin C=OP\sin b\sin C}
두 식에서 {\displaystyle PD/OP}를 소거하면 다음을 얻는다.
{\displaystyle {\frac {\sin b}{\sin B}}={\frac {\sin c}{\sin C}}}
남은 한 등식 역시 같은 방법으로 증명하면 구면 사인 법칙을 얻는다.:21, Art. 42

### 벡터를 통한 증명
구의 중심과 세 꼭짓점 {\displaystyle A,B,C}를 잇는 벡터를 각각 {\displaystyle \mathbf {a} ,\mathbf {b} ,\mathbf {c} }라고 하자. 삼중곱의 정의에 따라 다음이 성립한다.
{\displaystyle (\mathbf {a} \times \mathbf {b} )\times (\mathbf {a} \times \mathbf {c} )=((\mathbf {a} \times \mathbf {b} )\cdot \mathbf {c} )\mathbf {a} }
{\displaystyle (\mathbf {b} \times \mathbf {a} )\times (\mathbf {b} \times \mathbf {c} )=((\mathbf {b} \times \mathbf {a} )\cdot \mathbf {c} )\mathbf {b} }
{\displaystyle (\mathbf {c} \times \mathbf {a} )\times (\mathbf {c} \times \mathbf {b} )=((\mathbf {c} \times \mathbf {a} )\cdot \mathbf {b} )\mathbf {c} }
따라서 다음이 성립한다.
{\displaystyle |(\mathbf {a} \times \mathbf {b} )\times (\mathbf {a} \times \mathbf {c} )|=|(\mathbf {b} \times \mathbf {a} )\times (\mathbf {b} \times \mathbf {c} )|=|(\mathbf {c} \times \mathbf {a} )\times (\mathbf {c} \times \mathbf {b} )|}
여기에 다음을 대입하면 구면 사인 법칙을 얻는다.
{\displaystyle |(\mathbf {a} \times \mathbf {b} )\times (\mathbf {a} \times \mathbf {c} )|=\sin c\sin b\sin A}
{\displaystyle |(\mathbf {b} \times \mathbf {a} )\times (\mathbf {b} \times \mathbf {c} )|=\sin c\sin a\sin B}
{\displaystyle |(\mathbf {c} \times \mathbf {a} )\times (\mathbf {c} \times \mathbf {b} )|=\sin b\sin a\sin C}

### 구면 코사인 법칙을 통한 증명
제1 구면 코사인 법칙을 사용하여 구면 사인 법칙을 다음과 같이 증명할 수 있다.:20-21, Art. 40, 41
{\displaystyle {\begin{aligned}{\frac {\sin ^{2}A}{\sin ^{2}a}}&={\frac {1-\cos ^{2}A}{\sin ^{2}a}}\\&={\frac {\sin ^{2}b\sin ^{2}c-\sin ^{2}b\sin ^{2}c\cos ^{2}A}{\sin ^{2}a\sin ^{2}b\sin ^{2}c}}\\&={\frac {\sin ^{2}b\sin ^{2}c-(\cos a-\cos b\cos c)^{2}}{\sin ^{2}a\sin ^{2}b\sin ^{2}c}}\\&={\frac {1-\cos ^{2}a-\cos ^{2}b-\cos ^{2}c+2\cos a\cos b\cos c}{\sin ^{2}a\sin ^{2}b\sin ^{2}c}}\end{aligned}}}

## 쌍곡 사인 법칙
가우스 곡률이 -1인 쌍곡면 위의 쌍곡 삼각형 {\displaystyle ABC}의 각 {\displaystyle A,B,C}가 마주보는 변을 {\displaystyle a,b,c}라고 하자. 쌍곡 사인 법칙(雙曲-法則, 영어: hyperbolic law of sines)에 따르면 다음이 성립한다.:72
{\displaystyle {\frac {\sinh a}{\sin A}}={\frac {\sinh b}{\sin B}}={\frac {\sinh c}{\sin C}}}
여기서 {\displaystyle \sinh }는 쌍곡 사인이다.

## 쌍곡 사인 법칙의 증명

### 쌍곡 코사인 법칙을 통한 증명
제1 쌍곡 코사인 법칙을 사용하여 쌍곡 사인 법칙을 다음과 같이 증명할 수 있다.:74
{\displaystyle {\begin{aligned}{\frac {\sin ^{2}A}{\sinh ^{2}a}}&={\frac {1-\cos ^{2}A}{\sinh ^{2}a}}\\&={\frac {\sinh ^{2}b\sinh ^{2}c-\sinh ^{2}b\sinh ^{2}c\cos ^{2}A}{\sinh ^{2}a\sinh ^{2}b\sinh ^{2}c}}\\&={\frac {\sinh ^{2}b\sinh ^{2}c-(\cosh b\cosh c-\cosh a)^{2}}{\sinh ^{2}a\sinh ^{2}b\sinh ^{2}c}}\\&={\frac {1-\cosh ^{2}a-\cosh ^{2}b-\cosh ^{2}c+2\cosh a\cosh b\cosh c}{\sinh ^{2}a\sinh ^{2}b\sinh ^{2}c}}\end{aligned}}}

## 같이 보기
- 코사인 법칙
- 탄젠트 법칙
- 코탄젠트 법칙